# Franziska Schlattner
Franziska Schlattner, geschiedene Franziska Broome, (* 1971 in Hermannstadt, Rumänien) ist eine deutsche Schauspielerin.

## Leben
Franziska Schlattner verbrachte die ersten acht Jahre ihres Lebens in Rumänien, bevor sie mit ihrer Mutter und ihrer Schwester nach Deutschland zog. Ihr Vater Kurtfelix (1936–2024), ein Bruder des Pfarrers und Schriftstellers Eginald Schlattner, lebte mit seiner zweiten Ehefrau ab 1984 in München. Dort studierte sie Germanistik und Kommunikationswissenschaften, anschließend nahm sie in New York privaten Schauspielunterricht bei Alec Rubin und besuchte John Costopoulos’ Schauspiel-Workshops. Ihr Schauspieldebüt gab sie 1998 in dem Kurzfilm Laura liebt das Geld. Auf Kurzauftritte in den Kinofilmen Crazy und Kalt ist der Abendhauch folgten zahlreiche weitere Film- und Fernsehrollen. 2000–2001 stand sie am Jungen Theater Göttingen auf der Bühne. Seit 2014 ist Franziska Schlattner als Mutter Stefanie der Familie Heins in mehreren Fernsehwerbespots der Deutschen Telekom zu sehen.
Bis zu ihrer Scheidung war sie mit dem Yogalehrer Patrick Broome verheiratet, mit dem sie einen gemeinsamen Sohn (* 2009) hat. Franziska Schlattner lebt in München.

## Filmografie
- 2000: Crazy
- 2000: Kalt ist der Abendhauch
- 2001: Mädchen, Mädchen
- 2002: Die Musterknaben 3 – 1000 und eine Nacht
- 2004: Santa Claudia
- 2004: Prinzessin macht blau
- 2004: Vater werden ist nicht schwer …
- 2005: Der Bulle von Tölz: Der Zuchtbulle
- 2005: Marias letzte Reise
- 2005: Hui Buh – Das Schlossgespenst
- 2006: Die Rosenheim-Cops – Schöner Hannes, toter Hannes
- 2006: Elementarteilchen
- 2006: Stubbe – Von Fall zu Fall: Verhängnisvolle Freundschaft
- 2006: Tatort: Liebe macht blind (Fernsehreihe)
- 2006: Unter Verdacht: Atemlos (Fernsehreihe)
- 2006: Der Bulle von Tölz: Kochkünste
- 2007: Die Wilden Hühner und die Liebe
- 2007: Tatort: A gmahde Wiesn
- 2007: Vorne ist verdammt weit weg
- 2008: Polizeiruf 110: Wie ist die Welt so stille
- 2008: Lilly Schönauer – Und dann war es Liebe
- 2008: Der Alte – Folge 328: Ein Mörder in unserem Dorf
- 2008: Kommissar Süden und der Luftgitarrist
- 2008: Die wilden Hühner auf Klassenfahrt
- 2008: Crashpoint – 90 Minuten bis zum Absturz
- 2009: Krupp – Eine deutsche Familie
- 2009: Das Beste kommt erst
- 2009: Sterne über dem Eis
- 2009: Dr. Hope – Eine Frau gibt nicht auf (Fernsehfilm)
- 2010: Vier Frauen und ein Todesfall – Fensterlsturz
- 2011: Das Duo: Tödliche Nähe (Fernsehreihe)
- 2011: Tödlicher Rausch
- 2011: Die Tote im Moorwald
- 2011: Therese geht fremd
- 2012: Notruf Hafenkante – Die Zeugin
- 2012: In den besten Familien
- 2012: Die Rosenheim-Cops – Erben will gekonnt sein
- 2012–2014: Die Garmisch-Cops
- 2013: Beste Bescherung
- 2013: Buddy
- 2013: Der Staatsanwalt – Die lieben Nachbarn
- 2014: Die Steintaler – von wegen Homo sapiens (Fernsehserie)
- 2014: Die Spiegel-Affäre
- 2014: Rosamunde Pilcher: Vertrauen ist gut, verlieben ist besser (Fernsehreihe)
- 2014: Alarm für Cobra 11 – Die Autobahnpolizei (Fernsehserie, Folge Die dunkle Seite)
- 2015: Inga Lindström: Liebe deinen Nächsten
- 2015: Das beste aller Leben
- 2015: Ich bin dann mal weg
- 2017: Die Rosenheim-Cops – Musik bis zum Schluss
- 2018: Schwarzach 23 und der Schädel des Saatans
- 2018: Der große Rudolph
- 2018: Morden im Norden – Schwere Zeiten
- 2018: Eine schöne Bescherung
- 2019: Gipfelstürmer – Das Berginternat (Fernsehserie)
- 2019: Eine ganz heiße Nummer 2.0
- 2020: Der Alte – Familienbande
- 2020: Tonio & Julia: Nesthocker (Fernsehreihe)
- 2020: In aller Freundschaft: Verwahrlost
- 2021: Die Toten von Salzburg – Schwanengesang (Fernsehreihe)
- 2021: Um Himmels Willen: Liebe kennt kein Alter
- 2021: Die Rosenheim-Cops – One Way in den Tod
- 2021: Der Kroatien-Krimi – Die Patin von Privonice
- 2021: 12 Tage Sommer
- 2021: Zwischen uns
- 2022: Zurück aufs Eis
- 2023: Pulled Pork
- 2023: Zimmer mit Stall: Kuhhandel (Fernsehreihe)
- 2023: Bettys Diagnose – Überholspur
- 2024: Inga Lindström: Die vergessene Hochzeit (Fernsehreihe)
- 2024: Marie fängt Feuer: Aufbruch ins Ungewisse (Fernsehreihe)
- 2024: Marie fängt Feuer: Hitzewelle (Fernsehreihe)
- 2024: Watzmann ermittelt – Zweimal gestorben (Fernsehserie)
- 2025: Marie fängt Feuer: Vergeben und Vergessen (Fernsehreihe)
- 2025: Marie fängt Feuer: Brüder (Fernsehreihe)